# Psychopathologie psychanalytique
La psychopathologie psychanalytique est une psychopathologie fondée sur le repérage des mécanismes intrapsychiques et la plupart du temps inconscients qui sont à l'origine des troubles psychiques. 
Cette psychopathologie repose sur les concepts de la métapsychologie freudienne, ainsi que les apports de Jean Bergeret, André Green, d'Otto Kernberg, de René Roussillon, par exemple.